# Australiens d'origine française
Les Australiens d'origine française (anglais : French Australians) sont des Australiens qui sont d'ascendance française, ou qui ont migré sur le continent austral et/ou ont adopté la nationalité australienne.

## Démographie

### Recensement de 2006
Selon le recensement australien de 2006,, 98 332 habitants (soit 0,47 % de la population) se déclarent d'ascendance française. Parmi eux, 19 186 sont nés en France et 12 735 d'entre eux ont acquis la citoyenneté australienne. 8 281 (soit 43 %) des résidents nés en France sont arrivés en Australie avant 1979.

### Recensement de 2011
Selon le recensement australien de 2011, 24 675 habitants se déclarent nés en France, (soit une progression de 28,61 % en cinq ans) parmi lesquels sont recensés 12 114 femmes (49,1 %) et 12 561 hommes (50,9 %).
58,3 % sont citoyens australiens, 40,2 % ne le sont pas. 13 314 d'entre eux sont en famille dont 6 134 en couple avec des enfants, 6 155 sans enfants, 957 familles monoparentales et 68 non définis.
19 223 vivent en logement privé, avec un remboursement hypothécaire mensuel médian de AUD $ 2 000 dollars australiens, ou une location à la semaine médiane payée de AUD $ 400.
L'âge médian des personnes en Australie qui sont nés en France était de 41 ans. Parmi ces personnes  âgées de 15 ans et plus, nées en France, 45,9 % étaient mariés, 3,1 % étaient séparés, et 10,0 % étaient divorcées.
De la population née en France, qui vivent en Australie, 18,6 % fréquentaient un établissement d'enseignement. Il était recensé 3,4 % dans le primaire, 2,8 % dans le secondaire et 8,0 % dans un établissement d'enseignement supérieur ou technique.
30,1 % sont arrivés en Australie entre 2006 et 2011, 10,5 % de 2001 à 2005 et 11,5 % entre 1991 et 2000.

## Culture
La cuisine française a eu un impact sur la nation avec des cafés d'inspiration française, des restaurants et des boulangeries se trouvent dans la plupart des grandes villes.